# 呂州
呂州（りょしゅう）は、中国にかつて存在した州。現在の山西省の一部。
598年（開皇18年）、隋により設置された。605年（大業元年）に廃止された。唐で再び置かれたが、643年（貞観17年）に廃止され、管轄県は晋州と汾州に移管された。

## 下部行政区画
- 霍邑県 - のち晋州に属した
- 趙城県 - のち晋州に属した
- 汾西県 - のち晋州に属した
- 霊石県 - のち汾州に属した